# Alias der Hofnarr
Alias der Hofnarr ist der Name einer britischen 13-teiligen Zeichentrick-Fernsehserie für Kinder aus dem Jahr 1985. Sie wurde von den Cosgrove Hall Film Studios produziert und am 13. November 1985 über den Sender ITV Network erstausgestrahlt. In Deutschland erschien die Serie 1988 im Ersten und war danach bis 1991 Bestandteil der Kindersendung Spaß am Dienstag. Alias der Hofnarr handelt von einem gutmütigen Außerirdischen, der auf der Erde im Mittelalter des 15. Jahrhunderts landet und sich als Hofnarr ausgibt.

## Serienbeschreibung
Alias der Hofnarr umfasst 13 Episoden von jeweils 10 Minuten Länge, die englischen Originaltitel wurden unübersetzt übernommen. Es ist nicht genau bekannt, warum die Serie so verhältnismäßig kurz ausfiel. Alias der Hofnarr parodiert in weiten Teilen die berühmte Artus-Saga, inklusive vertrauter Drachenmythen. Aber auch Mythen und Sagen aus anderen Völkern, wie den Wikingern, werden aufgegriffen. Die Episode Amaranth and the Beast ist eine Anspielung auf das Märchen Die Schöne und das Biest.

## Handlung
Erzählt wird die Geschichte von Alias, der sich zu weit von seinem Heimatplaneten Zogma entfernt hat und nun in seinem kapselförmigen Raumschiff durch die Galaxie irrt. Begleitet wird er von seinem treuen und klugen Hündchen Boswell. Eines Tages kommt er dem Magnetfeld der Erde zu nahe, worauf Antrieb, Steuerung und Funk ausfallen und Alias auf der Erde notlanden muss. Er entdeckt, dass er sich im Mittelalter des 15. Jahrhunderts befindet und in einem Königreich namens Houghton Bottoms gelandet ist. Er trifft auf den Hofmagier Meredith, der Alias sogleich rät, sich den Bewohnern nicht in seiner originalen Gestalt zu zeigen. Auch seine übersinnlichen Kräfte solle er nicht zur Schau zu stellen, weil derlei im 15. Jahrhundert als Hexerei verstanden würde und schlimme Strafen zur Folge hätte. Also verkleidet Alias sich kurzerhand als Hofnarr. Er stellt sich dem amtierenden König Arthur und dessen Gemahlin Edith vor und findet tatsächlich eine Anstellung bei Hofe. Alias freundet sich schnell mit der klugen Prinzessin Amaranth und dem tollpatschigen, aber hochnäsigen Ritter Sir Pinkly an.
Alias gibt sich größte Mühe, seine wahre Identität zu verbergen. Ihm fällt auf, wie unbedarft und unbeholfen die Untertanen von König Arthur sind, und er will ihnen helfen. Als mehrere Bösewichte aufkreuzen und mit allerlei Intrigen, Kriegsmaschinen und Ungeheuern das Königreich bedrohen, beschließt Alias, einzugreifen. Er wechselt rasch in seine originale Uniform, die ihm Superkräfte und Flugvermögen verleiht, und bietet den Feinden die Stirn. Allerdings werden seine Heldentaten und Abenteuer durch zwei bestimmte Schwächen seitens Alias regelmäßig gefährdet: Erstens weiß er nicht, was ein Witz ist (was nachteilig für seine Scharade als Hofnarr ist), und zweitens überschätzt er seine Kräfte, mit denen er das, was er retten wollte, selber kaputt macht (und nicht selten werden die Besitztümer des Königs zerstört). Deshalb wird er zwar die Schurken, aber auch regelmäßig seinen Job los. Sein Begleiter, der Hofzauberer, wird meistens mit ihm entlassen.

## Figuren
- Alias ist der Protagonist der Serie und ein Außerirdischer. Er stammt von einem Planeten namens Zogma.[4] In seiner Originalgestalt trägt er eine leuchtend rote und goldene, hautenge Uniform, die stark jener des Comichelden The Flash nachempfunden ist. Wenn er sie trägt, kann Alias fliegen und Gegenstände bewegen und heben, die ein gewöhnlicher Mensch niemals tragen könnte. Seine Verkleidung ist ein klassisches, rot-grün kariertes Flickenkleid („Hofnarrenkostüm“) mit Narrenkappe.
- Boswell ist der treue Begleiter Alias’ in Gestalt eines kleinen, hellgrünen Hündchens mit lilafarbener Nase und goldenen Flügelchen anstelle von Ohren. Boswell ist sehr klug und aufmerksam. Sein Markenzeichen ist seine Sprache, die aus einem niedlichen Quietschen und Tröten besteht, die von Alias aber stets verstanden wird.
- König Arthur ist der amtierende Regent von Houghton Bottom und eine Parodie der Sagengestalt König Artus. Der Serien-Arthur ist unbeholfen, naiv und aufbrausend, aber trotzdem immer noch seiner Gemahlin hörig. Ein Running Gag der Serie ist, dass Arthur am Ende jeder Folge einen Tobsuchtsanfall erleidet und Alias fristlos entlässt („Hofnarr? Ihr seid gefeuert!“).
- Meredith ist der Hofzauberer und eine deutliche Anspielung auf den sagenumwobenen Zauberer Merlin. Meredith ist hochgewachsen, schlaksig und hat lange, weiß-graue Haare, er hinkt ein wenig. Als Alias mit seinem Raumschiff notlandet, trägt er noch seine rote Uniform und Meredith hält ihn irrtümlicherweise für einen legendären roten Ritter, den er eigentlich hatte beschwören wollen. Alias gelingt es über die gesamte Serie hinweg nicht, Meredith von dessen Irrtum zu überzeugen.
- Die Wikinger sind eine Gruppe von grobschlächtigen Wikingern mit Erik dem Dummen als ihrem Anführer. Alias begegnet ihnen in mindestens zwei Episoden (The Viking Airship und Monster of the Lake), in denen die Wikinger als verrohte, unkultivierte und gewaltsüchtige Wilde mit gehörnten Helmen, dicken Bärten und (zumindest in der englischen Originalfassung) mit dialektbelasteter Sprechweise auftreten. Sie versuchen beide Male, die Prinzessin Amaranth zu entführen, und Alias kann die Wikinger erfolgreich vertreiben und die Prinzessin befreien.[4]

## Episodenliste
| Nr. | Deutscher Titel                  | Originaltitel                    | Erstveröffentlichung UK | Deutschsprachige Erstveröffentlichung (D) |
| --- | -------------------------------- | -------------------------------- | ----------------------- | ----------------------------------------- |
| 1   | Alias the Jester                 | Alias the Jester                 | 13. Nov. 1985           | 21. Juni 1988                             |
| 2   | The Ring                         | The Ring                         | 20. Nov. 1985           | 21. Juni 1988                             |
| 3   | The Amazing Dancing Bear         | The Amazing Dancing Bear         | 27. Nov. 1985           | 28. Juni 1988                             |
| 4   | The Viking Airship               | The Viking Airship               | 4. Dez. 1985            | 28. Juni 1988                             |
| 5   | Ready When You Are, King Arthur! | Ready When You Are, King Arthur! | 11. Dez. 1985           | 5. Juli 1988                              |
| 6   | The Giant’s Visit                | The Giant’s Visit                | 18. Dez. 1985           | 5. Juli 1988                              |
| 7   | The Walking Island               | The Walking Island               | 10. Jan. 1986           | 12. Juli 1988                             |
| 8   | Monster of the Lake              | Monster of the Lake              | 17. Jan. 1986           | 12. Juli 1988                             |
| 9   | Magic Metal                      | Magic Metal                      | 24. Jan. 1986           | 19. Juli 1988                             |
| 10  | The Lost Ark                     | The Lost Ark                     | 31. Jan. 1986           | 19. Juli 1988                             |
| 11  | Revenge of the Najjer            | Revenge of the Najjer            | 6. Feb. 1986            | 26. Juli 1988                             |
| 12  | Fiery Fred                       | Fiery Fred                       | 13. Feb. 1986           | 26. Juli 1988                             |
| 13  | Amaranth and the Beast           | Amaranth and the Beast           | 20. Feb. 1986           | 2. Aug. 1988                              |

## Musik und Synchronisation
Der Sänger des originalen Titelliedes Alias the Jester, Keith Hopwood, war der Gitarrist und Hintergrundsänger der im Vereinigten Königreich äußerst populären Beatband Herman’s Hermits. Als deutsche Synchronsprecher werden genannt: Ekkehardt Belle, Klaus Höhne, Benno Hoffmann, Anita Höfer, Jochen Busse und Michaele Amler. Allerdings verrät der Abspann nicht, wer wessen Rolle gesprochen hat, und auch die Sänger des deutschsprachigen Titelliedes werden nicht erwähnt.

## Auszeichnungen und Media
1986 gewann die Serie den British Academy Television Award in der Kategorie Short Animation (deutsch etwa „Kurz-Animation“). Die Serie erschien außerdem 1986 als 4-bändige Buchreihe und als Ausmalbuch. Im gleichen Jahr erschien Alias the Jester auf Englisch auf VHS und im März 2006 als DVD.